# Agathomyia canadensis
Agathomyia canadensis is een vliegensoort uit de familie van de breedvoetvliegen (Platypezidae). De wetenschappelijke naam van de soort is voor het eerst geldig gepubliceerd in 1923 door Johnson.